# Lepidium transvaalense
Lepidium transvaalense är en korsblommig växtart som beskrevs av Wessel Marais. Lepidium transvaalense ingår i släktet krassingar, och familjen korsblommiga växter. Inga underarter finns listade i Catalogue of Life.